# Reccopolis

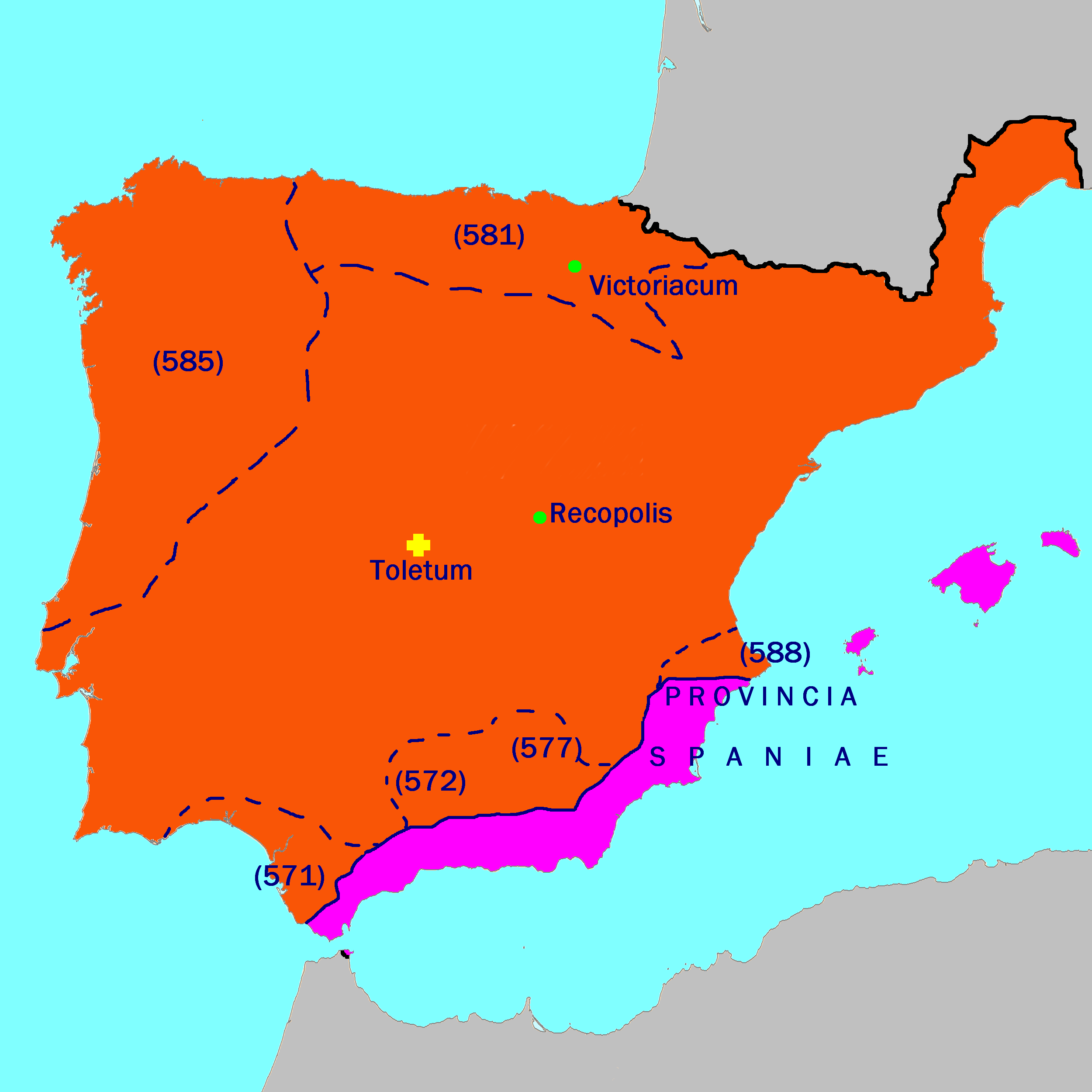
Iberische Halbinsel im späten 6. Jh.; im Süden die noch unter oströmischer Kontrolle stehenden Küstengebiete (Provincia Spaniae).

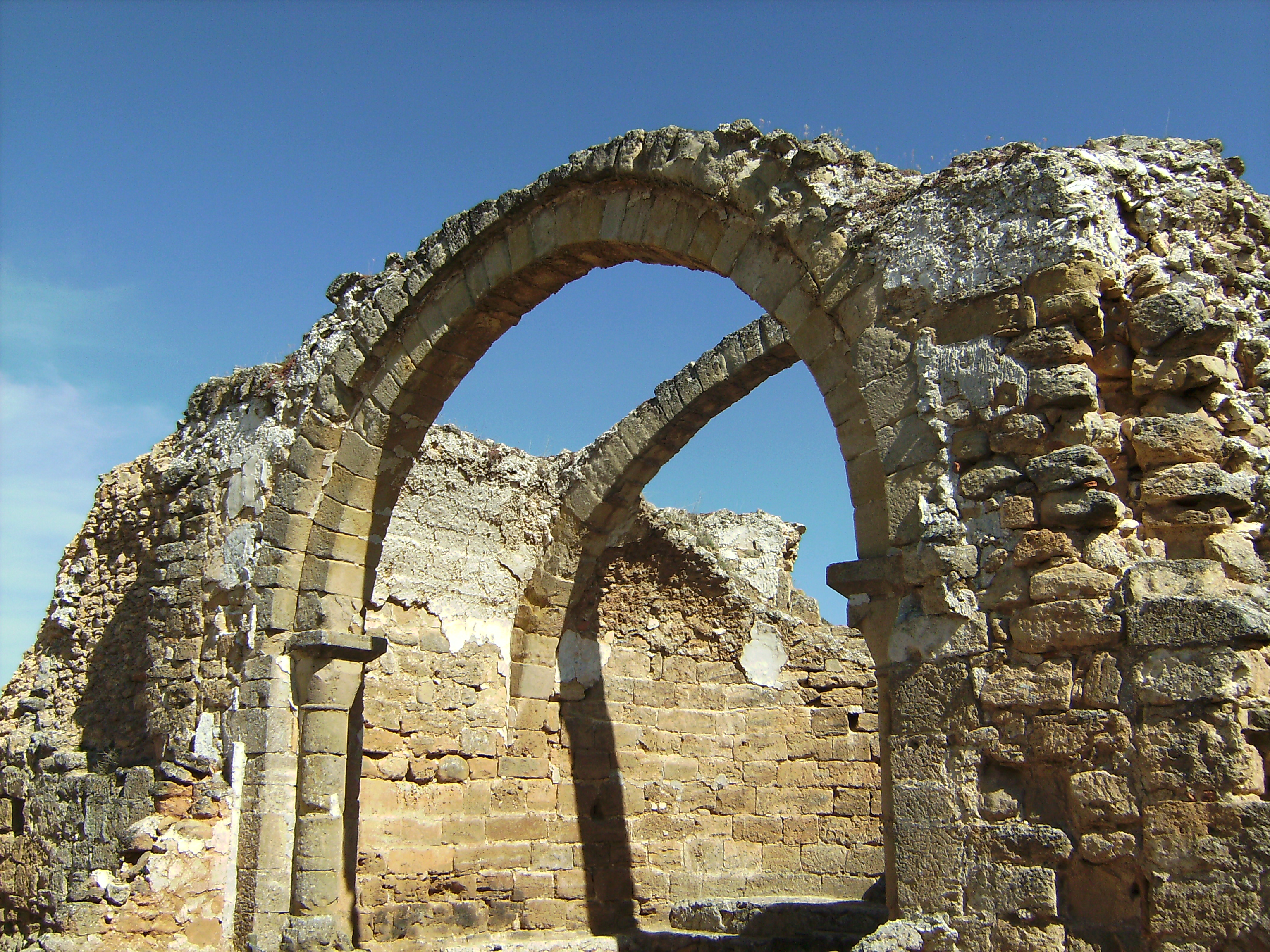
Teile eines Torbogens einer ausgegrabenen Basilika

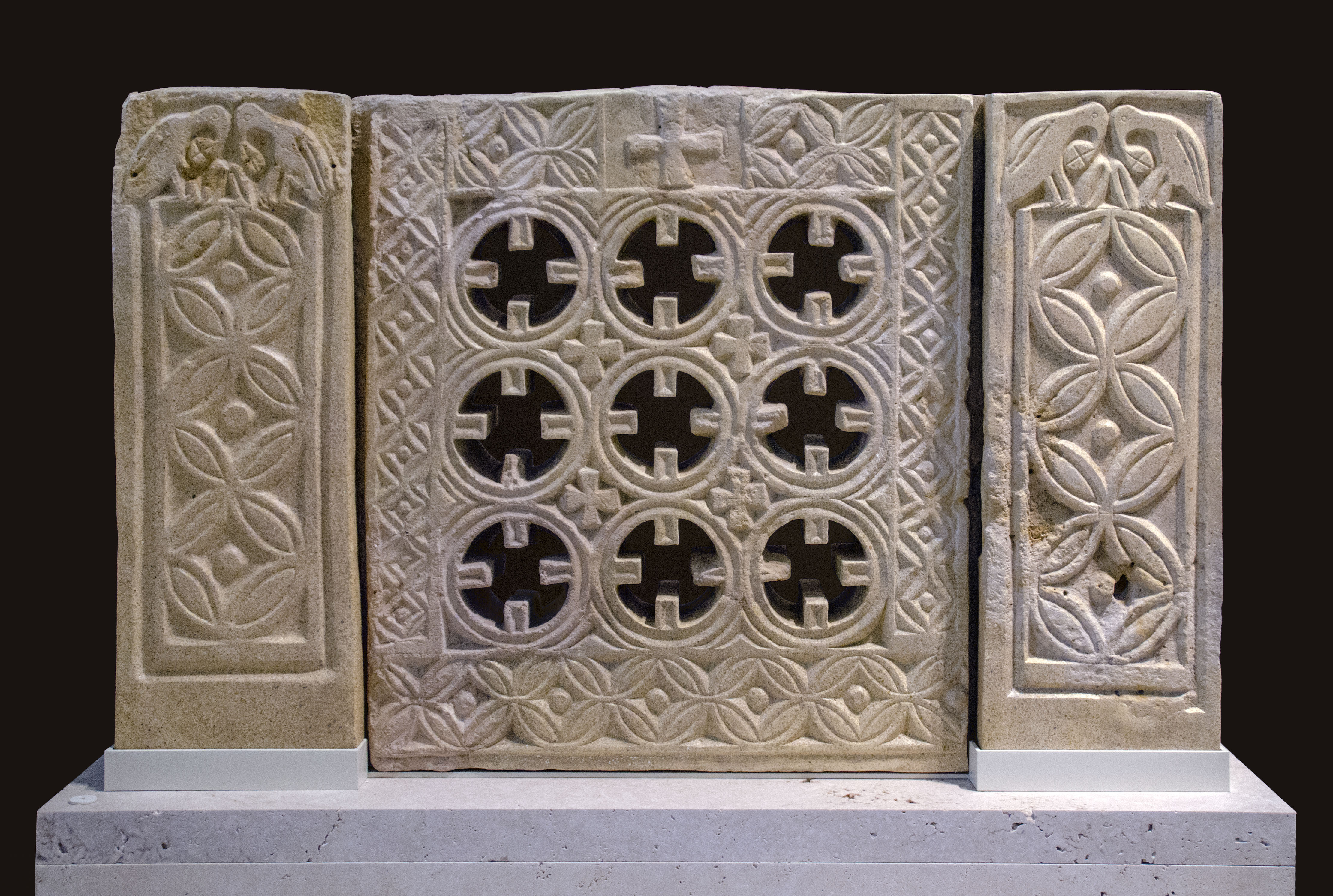
Aus Bruchstücken rekonstruierte dreiteilige Kanzel

Reccopolis (spanisch Recópolis) war eine spätantik-frühmittelalterliche Stadt des Westgotenreichs in Spanien. Sie befand sich auf dem Cerro de la Oliva („Ölbaumhügel“) in der Nähe des heutigen Dörfchens Zorita de los Canes in der Provinz Guadalajara in Zentralspanien, östlich von Madrid am Tajo gelegen. Der Name der Region war damals Celtiberia.

## Geschichte
Reccopolis wurde vom Westgotenkönig Leovigild (reg. 569–586) im Jahr 578 gegründet. Dieser Schritt gehört in den Zusammenhang von Leovigilds „Imperialisierung“ des westgotischen Königtums durch demonstrative Ausübung traditioneller Vorrechte der römischen bzw. oströmischen Kaiser. Leovigild kämpfte in dieser Zeit erfolgreich gegen kaiserliche Truppen im Süden der Halbinsel, eroberte Teile der Provinz Spania und hörte auf, die nominelle Oberhoheit Konstantinopels zu akzeptieren.
Die Gründung von Städten war in den germanisch beherrschten Reichen des Frühmittelalters nicht üblich und bei den Westgoten vor Leovigild ansonsten unbekannt. Vermutungen, dass Reccopolis als neue Reichshauptstadt konzipiert worden sei, sind aber spekulativ. Es befand sich dort eine Münzstätte, die noch unter König Witiza (reg. 702–710) aktiv war, doch bestand in Reccopolis nie ein Bischofssitz, und in den erhaltenen westgotischen Dokumenten wird die Stadt an keiner Stelle erwähnt. Abgesehen von einer knappen Erwähnung bei Johannes von Biclaro ist die Existenz der Stadt daher nur durch Münzen mit ihrem Namen und durch den archäologischen Befund bezeugt, der seit einigen Jahren von spanischen und deutschen Archäologen intensiv erforscht wird.

## Name
Der zeitgenössische Chronist Johannes von Biclaro berichtet, dass Leovigild die Stadt nach seinem jüngeren Sohn und späteren Nachfolger Rekkared I. (Richard) benannte. Rekkared war seit 573 ebenso wie sein älterer Bruder Hermenegild nominell Mitherrscher Leovigilds. Die Benennung der Stadt nach ihm, während dem älteren Bruder anscheinend keine vergleichbare Ehrung zuteilwurde, ist ein Zeichen einer auffälligen Bevorzugung Rekkareds schon im Jahr 578. Im Jahr darauf kam es zum Bruch zwischen Hermenegild und Leovigild, als Hermenegild einen Aufstand gegen seinen Vater begann, wodurch er die Position eines Thronfolgers einbüßte. Diese kam fortan ausschließlich Rekkared zu.
Neuerdings wird eine andere Etymologie des Stadtnamens erwogen, nämlich nicht „Stadt Rekkareds“, sondern Ableitung von rex (König), also „Königsstadt“. Die Begründung dafür ist, dass bei einer Benennung nach Rekkared der Name „Reccaredopolis“ lauten müsse; für die Kürzung von Reccaredo- zu Recco- gibt es keinen Präzedenzfall. Allerdings ist die Ableitung von rex sprachlich mindestens ebenso problematisch wie die andere Lösung, und sie widerspricht der ausdrücklichen Feststellung des Zeitgenossen Johannes von Biclaro.

## Stadtanlage

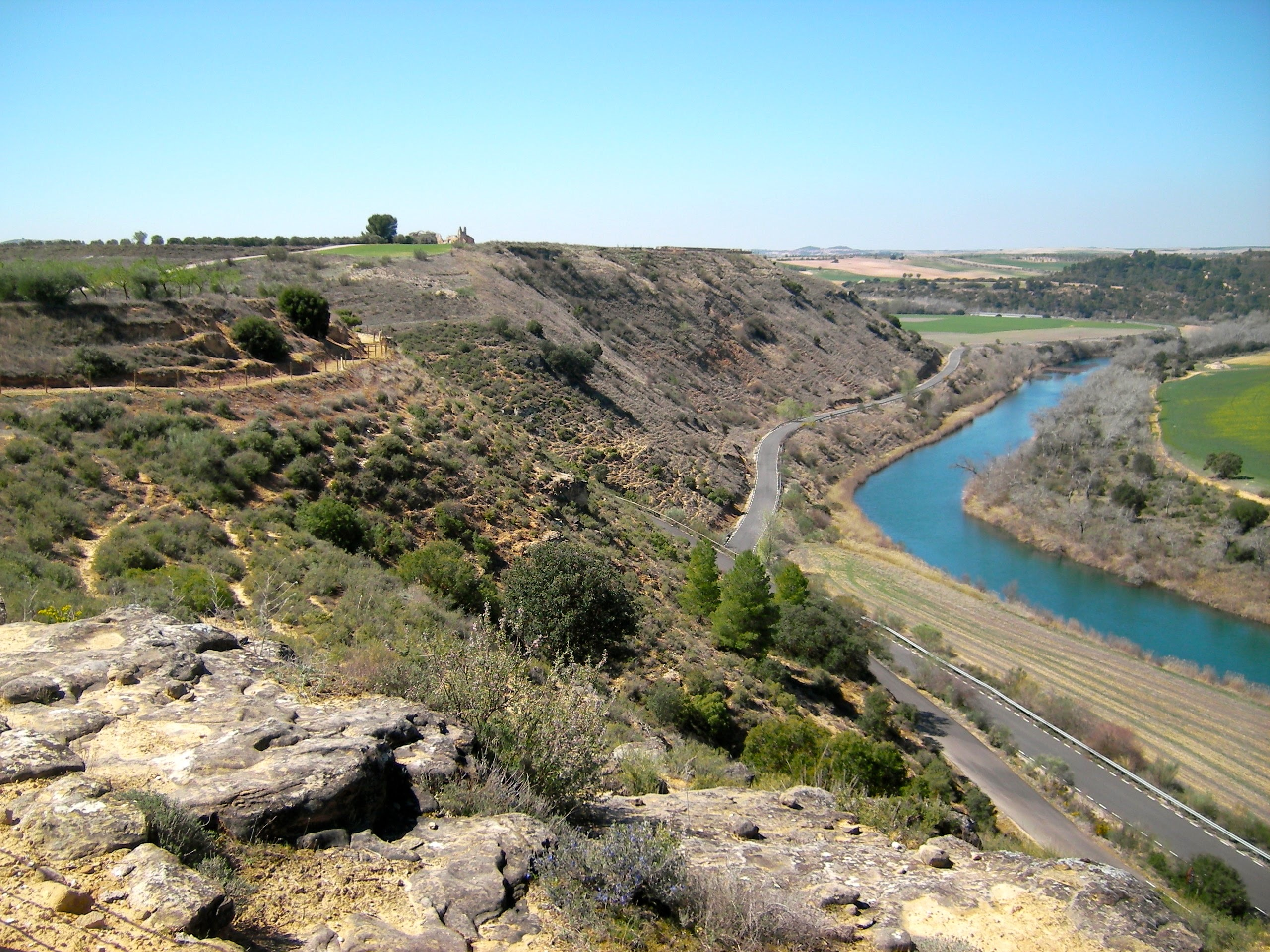
Lage der Stadt Reccopolis am Tajo. Auf dem Hügel der Turm der Basilika erkennbar. Zum Abhang hin erstreckt sich der Palast.

Der Grundriss zeigt eine weiträumige Anlage (etwa 33 ha) mit einer großen, reich geschmückten Kirche und einem monumentalen Gebäude, das als Palast der Königsfamilie gedeutet werden kann. Möglicherweise handelte es sich um eine zu temporärer Nutzung bestimmte Residenz oder um eine später hinzugefügte Moschee, denn die Siedlung war noch in islamischer Zeit bewohnt, verfiel jedoch im 8. und 9. Jahrhundert.
Die Stätte war schon am Ende des 19. Jahrhunderts bekannt, doch die Ausgrabungen begannen erst 1944/45. Bisher ist nur ein geringer Teil abschließend erforscht; von künftigen Ausgrabungen sind weitere Aufschlüsse zu erwarten. Das Gelände trägt heute die Bezeichnung Parque Arqueológico de Recópolis.